# Керамзит

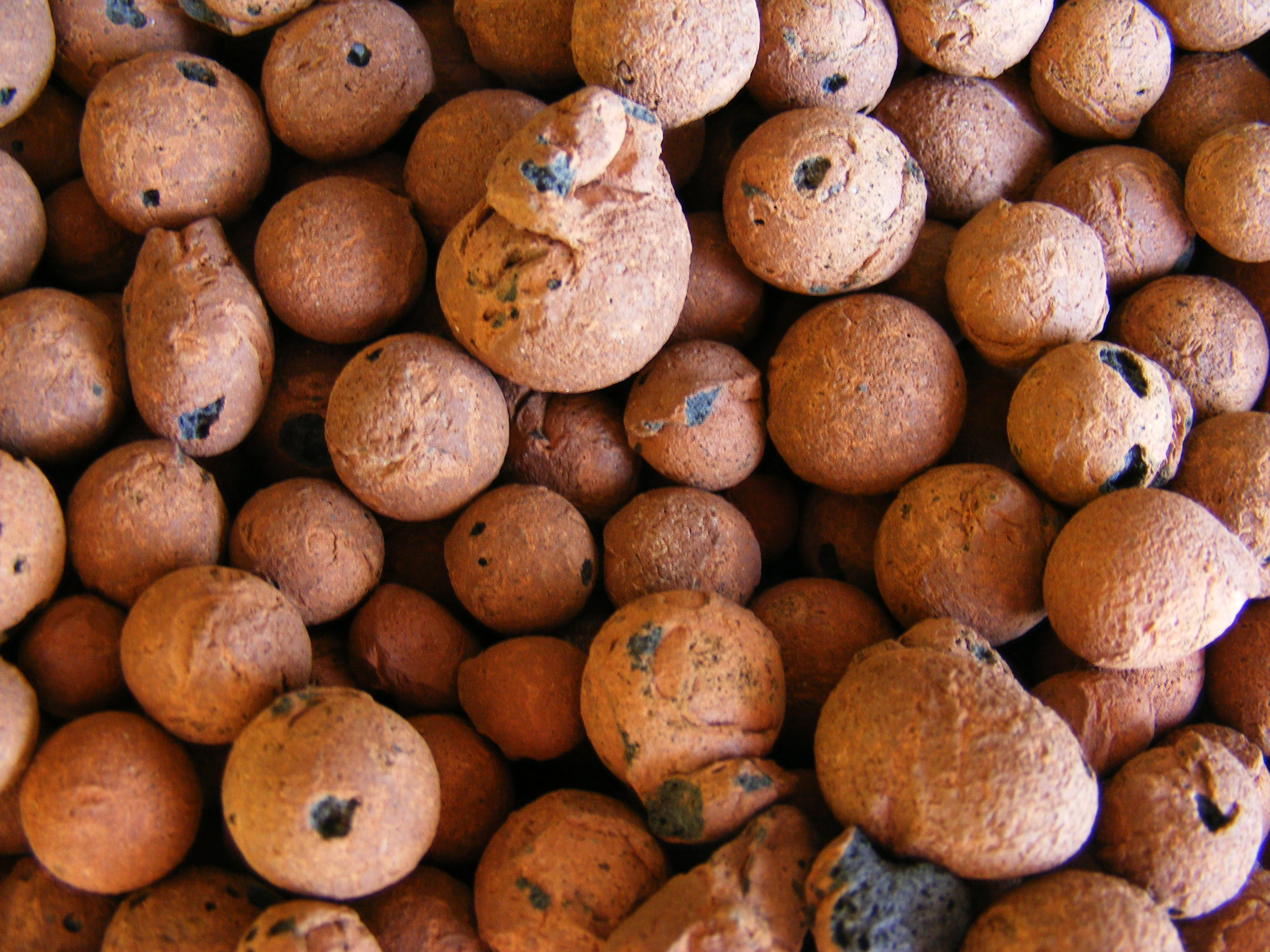
Керамзит

Керамзи́т (від грец. κέραμος — «глина») — пористий матеріал із легкоплавких глинистих порід, що спучуються, який широко використовують як штучний пористий заповнювач для легких бетонів у сучасному будівництві.
Керамзит випускається у вигляді щебеню, гравію та гравійного піску. Керамзит одержується в результаті прискореного обпалення легкоплавких глинистих порід в обертових печах при температурах 990 — 1 260оС і має малу об'ємну масу, достатню міцність і високі теплоізоляційні властивості.
Іноді керамзит застосовують, як теплоізоляційну і звукоізоляційну засипку в будівлях.
Керамзитове зерно — склоподібна пориста маса, із замкнутими порами сферичної форми, вкрита тонкою оболонкою. З керамзитами марки 700, 800 можна отримувати легкі бетони. Межа міцності таких бетонів при стисненні — 20, 30, 40 МПа. Бетони використовуються для виробництва панелей перекриття, в мостобудуванні, скрізь, де необхідно знизити масу конструкцій.

## Керамзитовий щебінь
Керамзитовий щебінь — це заповнювач для легких бетонів. Щебінь має довільну форму з розмірами зерен від 5 до 40 мм. Керамзитовий щебінь отримують шляхом дроблення крупних шматків спученої маси керамзиту.

## Керамзитовий гравій
Керамзитовий гравій та пісок отримують випалюванням сировини в печах киплячого шару або в печах, що обертаються. Керамзитовий гравій застосовують для облаштування тепло- і звукоізоляційних засипок будівельних конструкцій.

### Фракції
Залежно від розміру керамзитовий гравій ділиться на фракції: 5—10, 10—20, 20—40 мм. Керамзит із зернами менше 5 мм інакше називають керамзитовим піском. Щільність керамзитового гравію становить від 150 до 800 кг/м³.

## Керамзитовий пісок
Керамзитовий пісок — заповнювач для легких бетонів і розчинів з розміром частинок від 0,14 до 5 мм. Керамзитовий пісок отримують випаленням глинистої дрібниці в обертових і шахтних печах, або як відсів під час дроблення крупних шматків керамзиту.

## Сировина
Див. також Керамзитова сировина
Сировиною для виробництва керамзитового гравію є різновиди глинистих порід, що мають властивість спучуватися під час нагрівання їх до температури 990 — 1 260оС. Можуть застосовуватися пухкі, щільні, кам'яноподібні легкоплавкі глини, метаморфізовані глинисті сланці, суглинки й аргіліти, які не розмокають у воді, характеризуються високою щільністю, а також бентонітові глини.

### Перевірка сировини на якість
Придатність різних глинистих порід як сировини для виробництва керамзитового гравію слід визначати у першу чергу за ступенем та інтервалом спучування під час випалювання, за середньою густиною отриманого керамзиту й основними фізико-механічними показниками.
Якість сировини, яка використовується під час виробництва керамзиту, регламентується ДСТУ Б В.2.7-14-94.

## Якість продукції
Якість готової продукції визначається ДСТУ Б В. 2.7-17—95. Для глинистих порід деяких родовищ, що розробляються, існують технічні умови, згідно з якими до порід пред'являються вимоги за зовнішнім виглядом (колір, щільність, структура), за зерновим, хімічним складом, оптимальною температурою спучування, інтервалом спучування й іншими властивостями.

## Керамзитобетон
Керамзитобетон — це найпоширеніший вид легкого бетону. У цьому бетоні крупним заповнювачем є керамзит, а в'яжучим — цемент. Іноді використовуються будівельний гіпс, вапно, синтетичні смоли. Як дрібний заповнювач використовують пористий або щільний пісок. За структурою виділяють:
- щільний;
- великопористий (безпіщаний);
- поризованний керамзитобетон.

Керамзитобетон найчастіше використовується як стінний матеріал. Керамзитобетон також поділяють на:
- конструктивно-теплоізоляційний,
- теплоізоляційний
- конструктивний.

### Конструктивний керамзитобетон
Конструктивний керамзитобетон застосовується при будівництві капітальних конструкцій будівель або мостів. Конструктивний керамзитобетон має щільність 1 400 — 1 800 кг/м3, міцність при стисненні 100—500 кгс/см2, морозостійкість до 500 Мрз (до 500 циклів поперемінного заморожування і відтавання). Використання конструктивного керамзитобетону дозволяє знизити масу і вартість залізобетонних конструкцій.

### Теплоізоляційний керамзитобетон
Теплоізоляційний керамзитобетон використовується як теплоізоляційний матеріал в захисних конструкціях будівель. Його щільність (у висушеному стані) від 350 до 600 кг/м³; міцність при стисненні від 5 до 25 кг/см², коефіцієнт теплопровідності 0,11-0,17 Вт/(м·K).

### Конструктивно-теплоізоляційний керамзитобетон
Конструктивно-теплоізоляційний керамзитобетон використовують, головним чином, для одношарових стінових панелей, великих блоків тощо Його щільність 700 — 1 200 кг/м3, міцність при стисненні 35—100 кг/см2, коефіцієнт теплопровідності 0,21-0,46 Вт/(м·K), морозостійкість 15—100 Мрз (від 15 до 100 циклів поперемінного заморожування і відтавання).